# Pseudotropheus elongatus
Pseudotropheus elongatus  (лат.) — пресноводная рыба семейства цихлид. Эндемик озера Малави, Танзания. Обитает в слегка щелочной воде с температурой около 22—25 °С.
Самцы могут достигать в длину 9,5 см, максимальная длина составляет 17 см. Окраска тела тёмно-синего цвета. Предпочитает участки с каменистым дном. Питается водорослями и другими водными растениями.